# Galatasaray SK

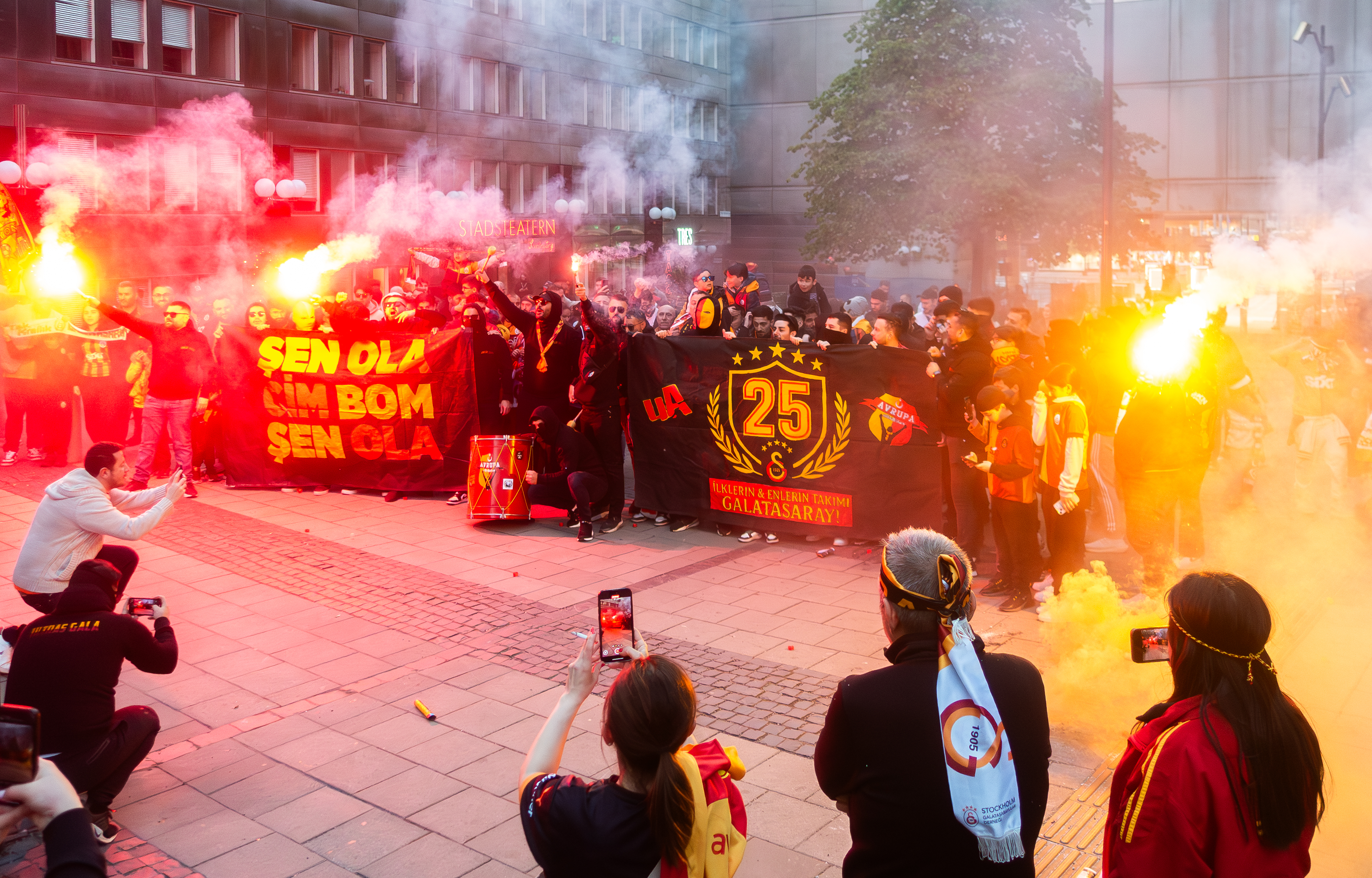
Fotbollssupporters på Benny Fredrikssons torg i Stockholm firar att Galatasaray blivit turkisk mästare 2025, sin tredje raka ligatitel.

Galatasaray SK, eller "Cimbom" som den kallas i folkmun, är fotbollssektionen av idrottsföreningen med samma namn. Klubben är från Istanbul i Turkiet och grundades 1905. Stadsdelen Galatasaray ligger på den europeiska sidan i staden, det vill säga väster om Bosporen, på samma sida som lokalkonkurrenten Beşiktaş.
Galatasaray är en av Turkiets storklubbar och har genom åren tampats med Fenerbahçe, Beşiktaş och Trabzonspor om herraväldet i den turkiska toppfotbollen. De mest kända storhetsperioderna var åren 1962–1967 samt 1997–2000 under tränarna Gündüz Kılıç och Fatih Terim.

## Historia
Fotbollsklubben grundades år 1905 på Galatasarays gymnasium. Ledarfigur var Ali Sami Yen som även utsågs till klubbens första president. Galatasaray-gymnasiet samt Galatasaray-universitetet ligger i Istanbul.
Galatasaray är den mest framgångsrika turkiska fotbollsklubben och den enda från landet som vunnit en europeisk cup (UEFA-cupen 1999/2000).

## Meriter

### Internationella framgångar
| Säsong  | Placering        | Tränare          | Info                                                                             |
|         | Uefa Super Cup   | Uefa Super Cup   | Uefa Super Cup                                                                   |
| ------- | ---------------- | ---------------- | -------------------------------------------------------------------------------- |
| 2000    | Vinnare          | Mircea Lucescu   | Real Madrid Vinst efter golden goal av Mario Jardel. Resultat efter fulltid 1-1. |
|         | Champions League |                  |                                                                                  |
| 1962-63 | Kvartsfinal      | Gündüz Kılıç     | AC Milan Förlust 1-3 i Istanbul, förlust 0-5 i Milano.                           |
| 1969-70 | Kvartsfinal      | Toma Kaleperoviç | Legia Warszawa 1-1 i Istanbul, 0-2 i Polen.                                      |
| 1988-89 | Semi-final       | Mustafa Denizli  | Steaua Bukarest 1-1 Istanbul, förlust 0-4 i Rumänien.                            |
| 1993-94 | Åttondelsfinal   | Rainer Hollmann  | Manchester United Slog ut Man Utd med 3-3 i Istanbul och 0-0 i Manchester.       |
| 2000-01 | Kvartsfinal      | Mircea Lucescu   | Real Madrid Vinst 3-2 i Istanbul, förlust 0-3 i Spanien.                         |
| 2012-13 | Kvartsfinal      | Fatih Terim      | Real Madrid Förlust 0-3 i Spanien, vinst 3-2 i Istanbul.                         |
| 2013-14 | Åttondelsfinal   | Roberto Mancini  | Chelsea Oavgjort 1-1 i Istanbul, Förlust 0-2 i England.                          |
|         | Uefacupen        |                  |                                                                                  |
| 1999-00 | Vinnare          | Fatih Terim      | Arsenal Vinst efter straffläggningar 4-1, 0-0 efter fulltid.                     |
|         | Cupvinnarcupen   |                  |                                                                                  |
| 1991-92 | Kvartsfinal      | Mustafa Denizli  | Werder Bremen 0-0 i Istanbul, förlust 1-2 i Tyskland.                            |

### Liga- och cupvinster
| Süper Lig (22) | Süper Lig (22)                     |
| Säsong         | Tränare                            |
| -------------- | ---------------------------------- |
| 1962           | Gündüz Kılıç                       |
| 1963           | Gündüz Kılıç                       |
| 1969           | Toma Kaleperovic                   |
| 1971           | Coşkun Özarı / Brian Birch         |
| 1972           | Brian Birch                        |
| 1973           | Brian Birch                        |
| 1987           | Jupp Derwall                       |
| 1988           | Jupp Derwall / Mustafa Denizli     |
| 1993           | Karl-Heinz Feldkamp                |
| 1994           | Rainer Hollmann                    |
| 1997           | Fatih Terim                        |
| 1998           | Fatih Terim                        |
| 1999           | Fatih Terim                        |
| 2000           | Fatih Terim                        |
| 2002           | Mircea Lucescu                     |
| 2006           | Eric Gerets                        |
| 2008           | Karl-Heinz Feldkamp / Cevat Guler  |
| 2012           | Fatih Terim                        |
| 2013           | Fatih Terim                        |
| 2015           | Cesare Prandelli / Hamza Hamzaoğlu |
| 2018           | Igor Tudor / Fatih Terim           |
| 2019           | Fatih Terim                        |

| Turkiska cupen (17)      | Turkiska cupen (17)                  | Turkiska cupen (17) | Turkiska cupen (17) |
| Säsong                   | Tränare                              |                     |                     |
| ------------------------ | ------------------------------------ | ------------------- | ------------------- |
| 1963                     | Gündüz Kılıç                         |                     |                     |
| 1964                     | Coşkun Özarı                         |                     |                     |
| 1965                     | Gündüz Kılıç                         |                     |                     |
| 1966                     | Gündüz Kılıç                         |                     |                     |
| 1973                     | Brian Birch                          |                     |                     |
| 1976                     | Fethi Demircan                       |                     |                     |
| 1982                     | Brian Birch                          |                     |                     |
| 1985                     | Jupp Derwall                         |                     |                     |
| 1991                     | Mustafa Denizli                      |                     |                     |
| 1993                     | Karl-Heinz Feldkamp                  |                     |                     |
| 1996                     | Graeme Souness                       |                     |                     |
| 1999                     | Fatih Terim                          |                     |                     |
| 2000                     | Fatih Terim                          |                     |                     |
| 2005                     | Gheorghe Hagi                        |                     |                     |
| 2014                     | Roberto Mancini                      |                     |                     |
| 2015                     | Hamza Hamzaoglu                      |                     |                     |
| 2019                     | Fatih Terim                          |                     |                     |
| Turkiska Super-Cupen (6) |                                      |                     |                     |
| 2008                     | Michael Skibbe                       |                     |                     |
| 2012                     | Fatih Terim                          |                     |                     |
| 2013                     | Fatih Terim                          |                     |                     |
| 2015                     | Hamza Hamzaoglu                      |                     |                     |
| 2016                     | Hamza Hamzaoglu / Jan Olde Riekerink |                     |                     |
| 2019                     | Fatih Terim                          |                     |                     |

| Presidentens Cup (10)     | Presidentens Cup (10) | Presidentens Cup (10) | Presidentens Cup (10) |
| Säsong                    | Tränare               |                       |                       |
| ------------------------- | --------------------- | --------------------- | --------------------- |
| 1966                      | Gündüz Kılıç          |                       |                       |
| 1969                      | Toma Kaleperoviç      |                       |                       |
| 1972                      | Brian Birch           |                       |                       |
| 1982                      | Brian Birch           |                       |                       |
| 1987                      | Jupp Derwall          |                       |                       |
| 1988                      | Mustafa Denizli       |                       |                       |
| 1991                      | Mustafa Denizli       |                       |                       |
| 1993                      | Rainer Hollmann       |                       |                       |
| 1996                      | Fatih Terim           |                       |                       |
| 1997                      | Fatih Terim           |                       |                       |
| Premiärministerns Cup (5) |                       |                       |                       |
| 1975                      | Don Howe              |                       |                       |
| 1979                      | Turgay Şeren          |                       |                       |
| 1986                      | Jupp Derwall          |                       |                       |
| 1990                      | Sigfried Held         |                       |                       |
| 1995                      | Müfit Erkasap         |                       |                       |

Den här listan innefattar enbart varje spelares huvudsakliga medborgarskap.

## Spelare

### Aktuell trupp
| 1  | Uruguay | Fernando Muslera | 16 juni 1986    | Lazio (-11)     |
| 12 | Turkiet | Batuhan Şen      | 3 februari 1999 | Galatasaray SK  |
| 19 | Turkiet | Günay Güvenç     | 25 juni 1991    | Gaziantep (-23) |
| 38 | Turkiet | Atakan Ordu      | 29 mars 2005    | Galatasaray SK  |

| 4  | Senegal  | Ismail Jakobs       | 17 augusti 1999  | Monaco (lån)       |
| 6  | Colombia | Davinson Sánchez    | 12 juni 1996     | Tottenham (-23)    |
| 23 | Turkiet  | Kaan Ayhan          | 10 november 1994 | Sassuolo (-23)     |
| 24 | Danmark  | Elias Jelert        | 12 juni 2003     | FC Köpenhamn (-24) |
| 25 | Danmark  | Victor Nelsson      | 14 oktober 1998  | FC Köpenhamn (-21) |
| 42 | Turkiet  | Abdülkerim Bardakcı | 7 september 1994 | Konyaspor (-22)    |
| 58 | Turkiet  | Ali Yeşilyurt       | 30 juni 2005     | Galatasaray SK     |
| 90 | Turkiet  | Metehan Baltacı     | 3 november 2002  | Galatasaray SK     |

| 5  | Turkiet   | Eyüp Aydın      | 2 augusti 2004   | Bayern München (-23)   |
| 8  | Tyskland  | Kerem Demirbay  | 3 juli 1993      | Bayer Leverkusen (-23) |
| 18 | Turkiet   | Berkan Kutlu    | 25 januari 1998  | Alanyaspor (-21)       |
| 20 | Brasilien | Gabriel Sara    | 26 juni 1999     | Norwich City (-24)     |
| 22 | Marocko   | Hakim Ziyech    | 19 mars 1993     | Chelsea (-24)          |
| 33 | Turkiet   | Gökdeniz Gürpüz | 25 februari 2006 | Galatasaray SK         |
| 34 | Uruguay   | Lucas Torreira  | 11 februari 1996 | Arsenal (-22)          |
| 83 | Turkiet   | Efe Akman       | 20 mars 2006     | Galatasaray SK         |

| 7  | Ungern    | Roland Sallai      | 22 maj 1997      | Freiburg (-24)            |
| 9  | Argentina | Mauro Icardi       | 19 februari 1993 | Paris Saint-Germain (-23) |
| 10 | Belgien   | Dries Mertens      | 6 maj 1987       | Napoli (-22)              |
| 11 | Turkiet   | Yunus Akgün        | 7 juli 2000      | Galatasaray SK            |
| 30 | Österrike | Yusuf Demir        | 2 juni 2003      | Rapid Wien (-22)          |
| 44 | Belgien   | Michy Batshuayi    | 2 oktober 1993   | Fenerbahçe (-24)          |
| 45 | Nigeria   | Victor Osimhen     | 29 december 1998 | Napoli (lån)              |
| 53 | Turkiet   | Barış Alper Yılmaz | 23 maj 2000      | Ankara Keciörengücü (-21) |

### Tränarstab
| Namn               | Land      | Funktion                     |
| ------------------ | --------- | ---------------------------- |
| Fatih Terim        | Turkiet   | Huvudtränare                 |
| Ümit Davala        | Turkiet   | Ass.Tränare                  |
| Levent Şahin       | Turkiet   | Ass.Tränare                  |
| Hasan Şaş          | Turkiet   | Ass.Tränare                  |
| Cláudio Taffarel   | Brasilien | Tränare (Målvakt)            |
| Fadıl Koşutan      | Turkiet   | Tränare (Målvakt)            |
| Alberto Bartali    | Italien   | Tränare (Kondition & Styrka) |
| Giuseppe Colombino | Italien   | Tränare (Kondition & Styrka) |
| Yasin Küçük        | Turkiet   | Tränare (Kondition & Styrka) |
| Emre Utkucan       | Turkiet   | Scoutchef                    |
| Şükrü Hanedar      | Turkiet   | Sportchef                    |

| Namn                  | Land    | Anställning     |
| --------------------- | ------- | --------------- |
| Uğur Yıldız           | Turkiet | General Manager |
| Yener Ince            | Turkiet | Klubbläkare     |
| İsmail Erman Büyükgök | Turkiet | Läkare          |
| Samet Polat           | Turkiet | Fysioterapeut   |
| Mustafa Korkmaz       | Turkiet | Fysioterapeut   |
| Burak Koca            | Turkiet | Fysioterapeut   |

## Statistik

### Flest mål i klubben
| Spelare      | Antal matcher | Antal mål totalt | Antal mål i ligan |
| ------------ | ------------- | ---------------- | ----------------- |
| Metin Oktay  | 403           | 388              | 217               |
| Hakan Sukur  | 547           | 295              | 228               |
| Arif Erdem   | 292           | 120              |                   |
| Tanju Colak  | 116           | 107              |                   |
| Gündüz Kılıç | 129           | 104              |                   |

### Flest matcher i klubben
| Spelare        | Antal matcher | År                              |
| -------------- | ------------- | ------------------------------- |
| Turgay Şeren   | 631           | 1947-1968                       |
| Bülent Korkmaz | 613           | 1984-2005                       |
| Hakan Sukur    | 549           | 1992-1995, 1995-2000, 2003-2008 |
| Cüneyt Tanman  | 535           | 1973-1991                       |
| Metin Oktay    | 403           | 1951-1961, 1962-1969            |
| Suat Kaya      | 351           | 1986-1987, 1992-2003            |
| Fatih Terim    | 327           | 1973-1984                       |

## Tidigare profiler
| 1905 till 1979  |
| --------------- |
| Ali Sami Yen    |
| Ulvi Ziya Yenal |
| Eşfak Aykaç     |
| Bülent Eken     |
| Reha Eken       |
| Mehmet Leblebi  |
| Nihat Bekdik    |
| Gündüz Kılıç    |
| Metin Oktay     |
| Suat Mamat      |
| Turgay Şeren    |
| Coşkun Özarı    |
| Mustafa Denizli |
| Fatih Terim     |
| Yasin Özdenak   |

| 1980-talet        |
| ----------------- |
| Tanju Çolak       |
| Erdal Keser       |
| Raşit Çetiner     |
| Cüneyt Tanman     |
| Yusuf Altuntaş    |
| Müfit Erkasap     |
| Uğur Tütüneker    |
| Didier Six        |
| Rüdiger Abramczik |
| Tarik Hodžić      |
| Xhevat Prekazi    |
| Zoran Simovic     |

| 1990-talet         |
| ------------------ |
| Tugay Kerimoğlu    |
| Emre Belözoğlu     |
| Okan Buruk         |
| Ümit Davala        |
| Arif Erdem         |
| Suat Kaya          |
| Hakan Ünsal        |
| Claudio Taffarel   |
| Barry Venison      |
| Mike Marsh         |
| Gintaras Staučė    |
| Roman Kosecki      |
| Gheorghe Hagi      |
| Gheorghe Popescu   |
| Iulian Filipescu   |
| Adrian Ilie        |
| Kubilay Türkyilmaz |
| Roger Ljung        |
| Falco Götz         |
| Reinhard Stumpf    |
| Brad Friedel       |
| Dean Saunders      |
| Norman Mapeza      |

| 2000-talet          |
| ------------------- |
| Bülent Korkmaz      |
| Ergün Penbe         |
| Necati Ateş         |
| Hakan Şükür         |
| Hasan Şaş           |
| Ümit Karan          |
| Mehmet Topal        |
| Emre Aşık           |
| Mario Jardel        |
| César Luis Prates   |
| Felipe              |
| Capone              |
| Faryd Aly Mondragón |
| Abdel Kader Keita   |
| Sébastien Pérez     |
| Franck Ribery       |
| Richard Kingston    |
| Rigobert Song       |
| Alioum Saidou       |
| Stjepan Tomaš       |
| Giovani Dos Santos  |
| Ulrich van Gobbel   |
| Abel Xavier         |
| Gabriel Tamaș       |
| Florin Bratu        |
| Hakan Yakın         |
| Saša Ilić           |
| Tobias Linderoth    |
| Andres Fleurquin    |

| 2010-talet       |
| ---------------- |
| Arda Turan       |
| Semih Kaya       |
| Selçuk İnan      |
| Hakan Balta      |
| Lorik Cana       |
| Harry Kewell     |
| Lucas Neill      |
| Elano            |
| Felipe Melo      |
| Didier Drogba    |
| Emmanuel Eboué   |
| Aurélien Chedjou |
| Wesley Sneijder  |
| Bruma            |
| Johan Elmander   |
| Milan Baros      |
| Tomáš Ujfaluši   |
| Lukas Podolski   |
| Fernando Muslera |